# Odontelia daphnadeparisae
Odontelia daphnadeparisae is een vlinder uit de familie uilen (Noctuidae). De wetenschappelijke naam van deze soort is voor het eerst geldig gepubliceerd in 2007 door Kravchenko et al..
De soort komt voor in tropisch Afrika.